# Stoliarovka
Stoliarovka (en rus: Столяровка) és un poble de l'óblast de Kémerovo, a Rússia, que en el cens del 2010 tenia 53 habitants, pertany al districte de Mariïnsk.